# Дикая мята
«Дикая мята» — российский независимый мультиформатный музыкальный фестиваль, организатором которого выступает компания J-group. Проводится ежегодно, начиная с 2008 года.
Изначально проводился в течение одного дня и был посвящён этнической музыке, но с годами превратился в мультиформатное трёхдневное мероприятие, а в 2025 году впервые будет проходить четыре дня. Помимо музыкальных сцен на территории фестиваля располагаются спортивные площадки, бассейн, лекторий, ярмарка, фудкорт; также организована детская программа.

## История
Изначально однодневный фестиваль проводили в Москве в августе. В 2008 году организаторы сами ставили палатки и готовили еду музыкантам. Первые два года фестиваль «Дикая Мята» (2008, 2009) был ориентирован на локальную этническую и фолк-музыку.
В 2010 году фестиваль собрал более 25 тысяч человек. Было решено перенести фестиваль с августа на июнь. Для фестиваля также была предусмотрена программа, включавшая в себя знакомство со славянской культурой (были построены славянская деревня и детский городок), ярмарку самодельных украшений и спектакль уличного театра. После этого было принято решение проводить фестиваль за городом.
В 2011 году «Дикая мята» прошла в Калужской области в парке Этномир на двух сценах и длилась 2 дня. В 2012 году фестиваль расширился ещё больше и стал проходить 3 дня.
В 2015 году «Дикая мята» переехал в с. Бунырево, пригород города Алексина Тульской области.
В 2020 и 2021 фестиваль не проводился из-за пандемии COVID-19. В 2022 году фестиваль был возрождён; за 3 дня «Дикая мята. GREEN» приняла свыше 25 000 человек.
В 2023 году фестиваль прошёл с 16 по 18 июня, его посетили 20 тысяч человек.
В 2024 году фестиваль состоялся 14-16 июня, посетило более 20 тысяч человек.
В 2025 году фестиваль состоится 13-15 июня, место проведения остается неизменным - Тульская область, поселок Бунырево..

## Фотографии
- Медиафайлы по теме Дикая мята на Викискладе

## Хронология
| Дата Проведения                       | Место проведения                              | Участники |
| ------------------------------------- | --------------------------------------------- | --- |
| 16 августа 2008 года                  | Теплостанский лесопарк, Москва                | «Ива Нова», Алевтина, «Северо-Восток», Мила Кикина, «Начало века», «Полынья» и «Медвежий угол». |
| 2 августа 2009 года                   | Таманский полуостров, Краснодарский край      | Мила Кикина, Анна Пингина, «Северо-Восток», Алевтина, «Начало века» и др. |
| 15 августа 2009 года                  | Теплостанский лесопарк, Москва                | Zventa Sventana, Yoki, «Отава Ё», Мила Кикина, Анна Пингина, Часть Речи. |
| 5 июня 2010 года                      | Теплостанский лесопарк, Москва                | Хелависа, Анна Пингина, «Отава Ё», Reelroadъ, TESTO, ЕРОФЕИЧ elektric band (ведущие: Алевтина и Фёдор Воскресенский). |
| 18—19 июня 2011 года                  | Этномир, Калужская область                    | Маракату, Матреха, Татьяна Зыкина, Yoki, Алевтина, «Иван Купала», Анна Пингина, SoulMama, Тинтал, Puck & Piper, «Абвиотура», «Северо-Восток». |
| 1—3 июня 2012 года                    | Этномир, Калужская область                    | Goran Bregovic, Tonino Carotone, Oquestrada, Zdob și Zdub, Asea Sool, Soulmama, Sophie Villy, Эгари, Нино Катамадзе, Doppelbock, «Начало Века», «Отава Ё», OYME, Матрёха, Тинтал, «Ива Нова», Budzillus, «Иван Купала», Katzenjammer, Värttinä, Анна Гофман, «Чё Морале оркестр», «Видели! Знаем», Женя Любич, Inwhite, Анна Пингина, Theodor Bastard, Инна Желанная, Safety Magic, Шоу «Андромеда», Billy's Band, Bubamara Brass Band, Опа!, Yoki, Exilados, «Добраночь», Куйбул, Morj, Африканда, RasKar, Xena, Mamaband, Selfplayers, Radikkl Beatz, John Forte, SunSay, Capitan Tifus. |
| 7-9 июня 2013 года                    | Этномир, Калужская область                    | - Сцена «Pink»: Sinead O’Connor, Dubioza Kolektiv, N.O.H.A., Вопли Видоплясова, Kozak System, Easy Star All-Stars, «Дримба Да Дзига», «ДахаБраха», «Ива Нова», Yoki, «Иван Купала», Locomondo, Инна Желанная, Tonito Carotone, Risha, Оркестр «Exilados», Radikkl Beatz, Theodor Bastard, Zdob Si Zdub. - Сцена «White»: «Аквариум», Optimystica Orchestra, Guru Groove Foundation, «Серебряная свадьба», Simba Vibration, Рома ВПР и «Фестиваль Всего на Свете», «Аддис Абеба», Self-Players, The Melodies, «Панда», Zoo Bazar, Asea Sool, Mhoo, Maya Vik, Lisa Canny & Fuinnimh, Spiro, «Видели! Знаем», Мейделех, Zywiolak, Capitan Tifus, Куйбул. - Сцена «Roots»: Atlantida Project, Чучело Земли, Абвиотура, Ascorbic Acid, Bionic Buddha, Карнавальный Оркестр «Маракату», DJ Casper Weiss, In Folio, The Cavestompers, Joys, Synoptix, Osebo, Majas, Тесто, Salto, The Strange Daze, Asketics, Translippers, The Tram, Brandband, The VS, Da Voicez, Marimba Plus, «Анатомия Домбры». |
| 13-15 июня 2014 года                  | Этномир, Калужская область                    | - Сцена «Дирижабль»: Alex Clare, Sunsay, N.O.H.A, Mgzavrebi, Brainstorm, Therr Maitz, Тина Кузнецова, «Абвиотура», SvjataVatra, Bombillaz, Pur:Pur, Projekt Rakija, McDonogh 15 School Band, Keith Frank band, «Ива Нова», Bahroma, The Toobes, «Сурганова и оркестр», Raskar, Radikkl Beatz. - Сцена «Лампа»: Сергей Бабкин, «Волга», Tinavie, SALTO, Theodor Bastard, JAHZ, «Тесто», Authentic Light Orchestra, Shoo, Apofeoz Orkestra, Ro:Toro, «Кабинет», Yoki, Zero People, Maata, Use Magnum, G13, My Sister’s Band, Leopard Bonapart, Оля Бравина, Jacuzzi Project, NonCadenza, Marimba Plus, «Кактус», «Сахара JAM», Mama band, Наадя, Нори и Юдит Ковач, Nina Кarlson. |
| 26—28 июня 2015 года                  | Бунырево, Алексинский район, Тульская область | - Сцена «ДК им. Дынина»: «Аквариум», Guru Groove Foundation, «Калинов Мост», Microguagua, «Мельница», Atlantida Project, Markscheider Kunst, Шоу-Оркестр «Русский Стиль», «Иван Купала», «Дети Picasso», The Trip Show by Egor Kurdello, «Ива Нова», Cutout Club, Fruktы, Zdob Si Zdub, «Маша и Медведи», «Отава Ё», Mgzavrebi, FolkBeat RF, Koala Voice, «Серебряная свадьба», N.O.H.A. - Сцена «Белый Кролик»: Нино Катамадзе & Insight, Tequilajazzz, Sun Tailor, «Моя Мишель», Cats Park, Juniper, Zevs, Cardio Beat, Pierre Edel, Ivashov, Zimne, Мейделех, Cuibul, Navi, Alina OS, «Каспий», Radio Kamerger, Irdorath, Ze’bros Band, Shakti Loka, Odnono, Shanty-Natty, Eshu, «Ветер Всем», «Перцем по Сердцу». - Сцена «Green Age»: Asketicks Trio, Сергей Старостин и «Жили Были», Владисвар Надишана, Sage. |
| 24—26 июня 2016 года                  | Бунырево, Алексинский район, Тульская область | - Сцена «Легенда»: 5'Nizza, «Сплин», Dubioza Kolektiv, «Аффинаж», Mgzavrebi, IOWA, Нейромонах Феофан, Alai Oli, The Hatters, «Несчастный Случай», Опера «Русалка», АЛЁNА, «Кирпичи», Theodor Bastard, НагУаль, NAVI, Irdorath, Sirotkin, JukeBox Trio, Microguagua, The Wanton Bishops. - Сцена «Willy-boys Club»: Фёдор Чистяков, Нуки, Биртман, Вася Васин & Blues Doctors, «Абвиотура», Exilados, AGNI, «Бомж-Трио», DJ Spirin, Mama Band, «Платья за 130», «Перцем по Сердцу», My sister’s band, «Носорогов и Ко.», Radio Kamerger, Not Single Break!, Art Ceilidh, Алексей Романов, Pozitiva, Марк Котляр, Вадим Германов, KillaGram, «Рекорд оркестр». - «Вело-сцена»: Лера Банина, Johnathan Smith, ShantyNatty, «Песочная история», Тоби, «Балкан-Транзит», «Озеро-L», «Покров Этно», Triangle, Narta, «Альгамбра», Алексей Косилов, «Джаз-Ломбард», Idisi, «Шапито». |
| 23—25 июня 2017 года                  | Бунырево, Алексинский район, Тульская область | - Сцена «Горизонт»: «Би-2», The Hatters, Иван Дорн и Juzzy Funky, SunSay, OSOG, Manizha, Pompeya, Sultan at the Disсо, Birth of Joy, Vanyn, НагУаль, «АлоэВера», La Dame Blanche, Therr Maitz, Hartyga, Ze’bros Band, Omer Netzer, Тина Кузнецова и Zventa Sventana, Guru Groove Foundation, Alai Oli, Kerekes Band, «Восемь по Гринвичу», «Мельница». - Сцена «Willy-Boys Club»: Optimystica Orchestra, «Тараканы!», «Крематорий», The Great Machine, «Сахарный Человек», Антон Лаврентьев, Chucky C & Clearly Blue, «Кабинет», Виктор Комаров, «Частный Случай», Liveinband, Radioslam, Нуки, Markscheider Kunst, S.P.O.R.T., St.Petersburg Ska-Jazz Review, Juniper, Dreams Shadow, «Число ПИ», Стас Старовойтов, «Аричикаари». - Сцена «Дерево-ракета»: «Марлины», YUKO, «Карелия», Вася Васин & C.J.Plus, LaBaq, Mustelide, Коля Маню & Stereodrop, «Абвиотура», Vuraj, Asketics, Salto, «Широко Открытыми», Ba-Doo Child, Jahksinia, Fish Out of Water, «КимаКима», «Квалия», «Доза Радости», «Культ-Ура!», kim & Buran, C.J.Plus, Лера Банина, «КамбоДжаз», «МАМА», «Кукушкин Баритон», Тоби, Acoustic Boy, «Акустические Ботинки». |
| 9—11 июня 2018 года                   | Бунырево, Алексинский район, Тульская область | - Сцена «Sirena»: Milky Chance, Земфира, Mgzavrebi, The Hatters, BrainStorm, Aveva, «Браво», Нейромонах Феофан, «Аффинаж», «25/17», «Animal Джаz», La Fanfarria del Capitan, Yang Ge, Brothers Moving, VLNY, Ив Набиев, «Марлины», НагУаль, Ян Гэ, «Свидание», The Paz Band, Jazz Friends a cappella Band, «Тесто», Guru Groove Foundation, Lucille Crew. - Сцена «Merrow»: Валентин Стрыкало, «Кирпичи», «Паперный Там!», Громыка, «Комсомольск», Гудтаймс, The Frotters , Fabolous Human Being, «Внутреннее сгорание», «Завтраккусто», DJ Mayson, LosTradition, «Тигры и Леопарды», Junkyard Storytellaz, Fire Granny, Rusty Sharks, Stone Submarines, Glosoli, «Сахарный человек», Шаламова и «Прямой Эфир», Mr. KingBee, Folkline, Dreams Shadow, «Кот Билли Бонса». - Сцена «Mami Wata»: Mujuice, YUKO, SHUMA, OLIGARKH, Zero People, «Глобальное Потепление», Efir, Kaustika, «Абвиотура», Svetouch, Horja, Shoo, «Республика Полина», Taya Mala, Alina Pash, «Счастливые люди», Shaman Jungle, Hapanasasa, Sweet PAD, Эйкумена, VERBLUDES, Лера Банина, Женя Ефимова, Тоби, Проект «ХБ», Kate Nova & Tunicates, Yoga For Wine Lovers, Sasha Vinogradova & Sirius Orchestra. - Детская сцена «Ариэль»: Ежедневные дискотеки для детей и детские рок-концерты, Музыкальные мастер-классы от «Рок-школы» (г. Москва), Школа искусств и «Т-студия» (г. Алексин), Центр развития творчества детей и юношества (г. Алексин). |
| 28-30 июня 2019 года                  | Бунырево, Алексинский район, Тульская область | - Сцена «Sirena»: «Мумий Тролль», Primal Scream, «Аквариум», Баста, Монеточка, The Hatters, Dubioza Kolektiv, Alai Oli, «Нейромонах Феофан», Zventa Sventana, «кАчевники», Ivan & The Parazol, «Альянс», «Комсомольск», Lola Marsh, «Л.О.М.О.», «Марлины», Death by Unga Bunga, Анна Пингина, Ярослав Дронов, «Сахарный Человек», «ГУДТАЙМС», Vasiliev Groove, Мария Шерер - Сцена «Willy Boys Club»: The Great Machine, «Тараканы!», James Leg, Shortparis, The Blind Suns, Нуки, «Кирпичи», Vurro, Radioslam, «Казускома», Messer Chups, Junkyard Storytellaz, «Заточка», Vice Versa, «Тинтал», Nizkiz, Starcardigan, Titty Twister, TRITIA, Макс Гирко, Stone Submarines, Вася Васин, Stressor, «Наедине», StandUp ТНТ4 - Сцена «Titana»: Дельфин, Антоха МС, EUT, OLIGARKH, DaKooka, Caleb Hawley, Sirotkin, Эрика Лундмоен, Cut’n’Bass, KIRARA, «НагУаль», «Нотэбёрд», «Дайте танк (!)», «СОВА», KOSMONAVTY, Parks, Squares and Alleys, «Андреграунд», «ДаБац», Rhythm Rebels, «Доза Радости», Groove Dealers, Wild Brass feat. T.Check, VERA, Максим Свобода, nARTa. - А также резиденты Comedy Club Илья Соболев, Андрей Бебуришвили и др., Jyoti Supernaturel, Сергей Калачев (специальный гость) и многие другие. |
| 19-21 июня 2020 года                  | Бунырево, Алексинский район, Тульская область | Фестиваль отменён в связи пандемией коронавируса. |
| 18-20 июня 2021 года                  | Бунырево, Алексинский район, Тульская область | Фестиваль отменён в связи пандемией коронавируса. |
| 17-19 июня 2022 год Дикая Мята GREEN  | Бунырево, Алексинский район, Тульская область | - Сцена «Sirena»: КИНО, The Hatters, Проект «Делай своё дело» (Гарик Сукачёв, Сергей Воронов, Алексей Романов, Евгений Маргулис, Владимир Шахрин, Сергей Галанин, Николай Девлет-Кильдеев и др.), Кис-Кис, Аффинаж, Меги Гогитидзе, Zventa Sventana, Комсомольск, Мэйти, Драгни, Кирпичи, Jukebox Trio, Fruktы, Гудтаймс, Радар, PanGEO & Levan Kbilashvili, Зоя, Сахарный Человек, Максим Свобода, EXILADOS. - Сцена «Willy Boys Club»: Папин Олимпос, Wildways, Игорь Растеряев, Нуки, Пионерлагерь Пыльная Радуга, Операция Пластилин, Казускома, Mr. Bruce (Михей трибьют), Шапито, Super Collection Orchestra, Главная Роль, Завтраккусто, Метель, Плейлист Венкова, Stressor, Олег Чубыкин, DEFLEUR, в чем дело?, The Translators. - Сцена «Titana by MTC Music»: Заточка, Алёна Швец, Drummatix, Грот, Краснознамённая дивизия имени моей бабушки, Карелия, Sweet PAD, Поля Дудка, О! Марго, Екатерина Яшникова, маяк, Марлины, Алекша Нович, Mika Vino, Егор не помню, нежность на бумаге, Forest Tiger Friend & Owl Helper, Бабба, SHOO, Фазы, DREAMS SHADOW, Lurmish, Женя Ефимова. |
| 24-26 июня 2022 год Дикая Мята VIOLET | Бунырево, Алексинский район, Тульская область | - Сцена «Sirena»: Дельфин, АИГЕЛ, Дайте танк (!), Pyrokinesis, Sirotkin, Нейромонах Феофан, RSAC, IOWA, Guru Groove Foundation, Cheese People, Антоха MC, Jane Air, Эрика Лундмоен, Everthe8, тима ищет свет, Фёдор Фомин, Fonarev, Monoplay, VANYN - Сцена «Willy Boys Club»: playingtheangel, The Korea, Crazy Astronaut, Nikita Zabelin, Z-Cat, Дима Бамберг, Щенки, Ермак!, Ant+Shift, Tritia, Raizer, Somnia, Miss YoYo, Breaking System, Michael Demos, Hell Bruizes, Psybolord, De Mork, Juncti, Misheral, АНДРЕГРАУНД, Пока Все Змеи Спят - Сцена «Titana by MTC Music»: Космонавтов Нет, Kedr Livanskiy, Таймсквер, ЛАУД, Bad Zu, 3H Company, Механический Пёс, Александр Нуждин, WOODJU, Курара, ICHI, OLIGARKH, Дана Соколова, Тося Чайкина, TMNV, WEO, Другдиджея, УСАЛ, Envenn, Secrets of the third planet, Settlers, ЭТНAДЭНС, ВАССА, Май, Сезон Dождей |
| 16-18 июня 2023 год Дикая Мята        | Бунырево, Алексинский район, Тульская область | - Сцена «Sirena»: Леонид Агутин, The Hatters, Lumen, Слот, Нейромонах Феофан, Заточка, Drummatix, Jane Air, Найк Борзов, Zoloto, Аффинаж, Wildways, Меги Гогитидзе, Казускома, Пол Пунш, Green Apelsin, Ермак!, PanGeo, Бонд с кнопкой, Balkanimans band, ZеЧипсы. - Сцена «Titana»: polnalyubvi, Sati Ethnica, Alai Oli, Антоха МС, Stigmata, PALC, Пикчи!, Spokan Girls, DenDerty, хмыров, Собачий Lie, маяк, Видеокассета твоих родителей, Soltwine, Манго Буст, Васса Железнова, Вереница, Сегодняможно, Приятели покойного, Ерёмы, в чем дело?, Blizkey, Ищикосьеву. - Сцена «Веранда»: Gilead, Go Kirtan, Matanya, Чемодан Гризли, ОТТА-Orchestra, Мэнсон Флетчер, hehehe, Moscow Klezmer Band, Terra, Ткани, River Bridge, Black Lama, Внимание брусника!, Индиалог, &OR, Безобидный тип, NeKlukva, Mesch!, Балакирь. - Сцена «Дачный Клуб Тинькофф»: The Hatters, Зимавсегда, Чемодан Гризли, Безобидный тип, Балакирь, Prana, Fatal Aim, Levandowskiy & Sche. |
| 14-16 июня 2024 год Дикая Мята        | Бунырево, Алексинский район, Тульская область | - Сцена «Sirena»: The Hatters: Big Show, Вячеслав Бутусов: 40 лет Nautilus Pompilius, Zoloto, Drummatix, Дайте танк (!), Green Apelsin, Хаски, Sati Ethnica, polnalyubvi, Нейромонах Феофан, Алена Швец, Найк Борзов, Антоха МС, План Ломоносова, Гудтаймс, Операция Пластилин, Out Of Control Army (MX), СмешBand, The Starkillers, Инкогнито, Обстоятельства, Несладко, Сирены Титана. - Сцена «Titana»: Базар, Лампабикт, Юлия Пересильд & Мандрагора, Элли на маковом поле, Билли Новик с песнями Егора Летова, Драгни, Levandowskiy&Sche, мытищи в огне, Минаева, Вадяра Блюз, Soltwine, TMNV, Tardigrade Inferno, Питоны 3000, Gilead, Фанкин, Salvador, BLIZKEY, Индиалог, Чемодан Гризли, Лиза Матрешка, Casual. - Сцена «Маяк: PALC, Бонд с кнопкой, hehеhe, нееет, ты что, Васса Железнова, Созвездие Отрезок, Oligarkh, Пикчи!, Видеокассета твоих родителей, CARDIO KILLER, LeTai, XARISTA, Манго Буст, ищикосьеву, Маша Мирова, ЭRIKA, ALENA NAI, Рося Федин, Южный Север, ROFMAN. - Сцена «Дачный Клуб Тинькофф»: Breaking System, Три вторых, Tabasco Band, Приятели покойного, Mesch!, black lama, Мэнсон Флетчер, TERRA, ToT SamY, Пока Все Змеи Спят, Elena Jaya, ПИЛС, Mazzltoff, Moscow Klezmer Band, Кукушкин баритон, Daniel Stranger. |
| 13-15 июня 2025 год Дикая Мята        | Бунырево, Алексинский район, Тульская область | - Сцена «Sirena»: The Hatters, Три дня дождя, Zoloto, Ария, Хлеб, Saluki, polnalyubvi, Drummatix, Заточка, Базар, TMNV, Пётр Налич, Гудтаймс, СмешBand, Luverance, Кирпичи Big Band, мытищи в огне, PALC, Мультfильмы, Драгни, Beautiful Boys, Sula Fray, obraza net, 3333, The Translators. - Сцена «Titana»: Jane Air, The Om, Stigmata, Oligarkh, Бонд с кнопкой, Хмыров, Manapart, Конец солнечных дней, Cardio Killer, Хохма, Манго Буст, Yan Dilan, Бюро, Молодость Внутри, Пальцева Экспириенс, Людмил Огурченко, Breaking System, Стрио, Juzeppe Junior, El Mashe, Лолита Косс, Остыл, Baby Cute, Inna Syberia, Три вторых, Можем хуже - Сцена «Маяк: Kamilla Robertovna, Собачий Lie, Brodsky, uncle pecos, Дедовский Свитер, Melekess, Антон Прокофьев, Мама не узнает, без обид, Давай, Lithium, Каспий, Рубеж Веков, Синдром Главного Героя, Koledova, Mazzltoff, Rasputniki, Ник Брусковский, Rofman, Tabasco Band, HIDeout Дисциплина безбольной биты. - Сцена «Дачный Клуб Тинькофф»: соня хочет танцевать, Breakpillzz, Я Софа, ielele, Polina Offline, летяга, Гнев Господень, Пилс, Лучший Самый День, Савелiчъ Бэнд, ParadigmA, runa project, Клуб 33, Costa Dorada, Nice City, SHAMAN IVAN, комната 105, не вижу |